# Villa Denis (Bad Dürkheim)

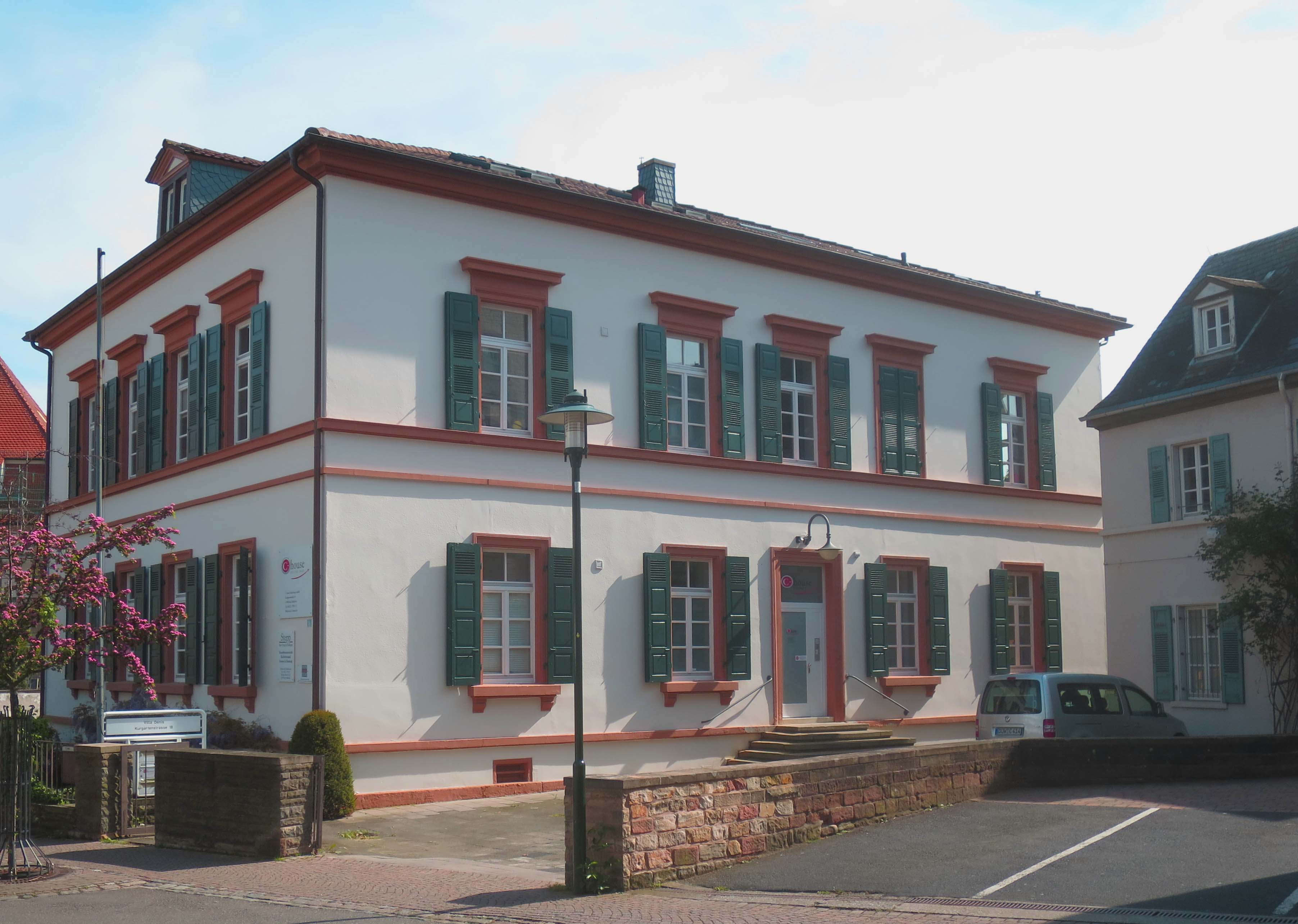
Nordostansicht

Die Villa Denis war der Altersruhesitz des Ingenieurs und Eisenbahnpioniers Paul Camille von Denis.

## Geschichte
Am 23. August 1866 schied Denis – auf eigenen Wunsch, er war 71 Jahre alt – als Beamter aus dem aktiven Staatsdienst des Königreichs Bayern aus. Ein Jahr später legte er auch den Direktorenposten, den er bei den Bayerischen Ostbahnen innehatte, nieder.
Er bereitete nun seine Rückkehr in die Pfalz vor, wo er viele Lebensjahre verbracht hatte und zahlreiche Freundschaften und persönlichen Kontakte unterhielt. In Bad Dürkheim erwarb er schon 1864 ein Gartengrundstück, kurz darauf das benachbarte, bebaute Grundstück für je 12.000 Gulden. Das auf einem der Grundstücke stehende Gebäude ließ er abreißen. Auf den vereinigten Grundstücken errichtete er 1868 die heutige Villa, wohl nach einem eigenen Entwurf. Hier verbrachte er die Sommer, während er im Winter in Straßburg bei Verwandten lebte. In diesem Haus verstarb Paul Camille Denis am 3. September 1872.
Nach dem Tod von Paul Camille von Denis erwarb das Gebäude Kommerzienrat Carl Eiswein aus Ludwigshafen am Rhein, 1901 wurde es an den bayerischen Staat verkauft, der hier verschiedene Behörden unterbrachte, das Staatsbauamt, später das Katasteramt.

## Gebäude
Die Villa stand in einem Garten und war eines der größten Privatwohnhäuser in Bad Dürkheim. Es ist ein zweigeschossiger, verputzter klassizistischer Bau, der auf Tonnengewölben steht. Das Gebäude umfasst 5×4 Fensterachsen. Die Gliederung besteht aus rotem Buntsandstein. Gedeckt ist es mit einem flachen Walmdach, aus dem an drei Seiten Dachhäuschen hervortreten. Treppenhaus und ursprüngliche Raumaufteilung sind weitgehend erhalten.
Das Bauwerk ist ein Kulturdenkmal nach dem rheinland-pfälzischen Denkmalschutzgesetz. In der Begründung wird insbesondere auf dessen städtebauliche Wirkung hingewiesen.